# 정복자 펠레
《정복자 펠레》(덴마크어: Pelle Erobreren, 스웨덴어: Pelle erövraren)는 1987년 개봉된 덴마크, 스웨덴의 서사 영화이다. 빌레 아우구스트가 감독과 공동각본을 맡았으며, 마르틴 안데르센 넥쇠의 동명 소설이 영화의 원작이다. 
1988 칸 영화제 황금종려상, 1988 아카데미 외국어 영화상, 1988 골든 글로브 외국어영화상, 1987 굴드바게상 작품상, 1989 보딜상 덴마크영화상 수상작이다.

## 줄거리
1850년대 후반, 노년의 이민자 라세 칼손과 그의 아들 펠레는 소년의 어머니가 사망한 후 스웨덴 남부의 스코네주를 떠나 덴마크 보른홀름섬에 도착한다. 라세는 고령과 펠레의 어린 나이 때문에 일자리를 구하는 데 어려움을 겪는다. 그들은 큰 농장에서 일하게 되고, 그곳의 관리자들에게는 일반적으로 학대를 당한다.
관리자들은 폭군 콩스트루프 밑에서 일하는데, 그는 여성 직원들과의 불륜으로 사생아를 여럿 낳은 전적이 있다. 그중에는 루드라는 아이가 있는데, 그는 펠레와 친구가 되어 펠레가 덴마크어를 배우는 것을 돕는다. 결국 펠레는 자신감을 얻고 학교에 다니기 시작하지만, 여전히 외국인으로서 차별을 받는다. 펠레는 또한 게으르다는 이유로 계속 괴롭힘을 당하는 스웨덴 노동자 에리크와 친구가 된다. 에리크는 펠레에게 미국, 중국, "니그리티아"를 방문하여 세계를 "정복"하겠다는 꿈을 이야기한다. 루드는 학교 성적이 부진하여 도망치지만, 펠레는 학업에서 두각을 나타내기 시작한다.
콩스트루프가 콩스트루프 부인의 조카인 시네 양을 임신시키자, 그의 아내는 그의 학대에 대한 보복으로 그를 거세한다. 라세는 남편이 긴 항해에서 돌아오지 않아 과부로 여겨지는 올센 부인과 연애를 시작한다. 펠레는 아버지의 불륜 때문에 학교에서 놀림을 받는다.
농장에서 에리크는 관리부에 대항하여 반란을 시도하다가 부상을 입어 장애를 입게 된다. 올센 부인의 남편이 항해에서 돌아오고, 라세는 우울증과 알코올 중독에 시달린다. 두 사람은 콩스트루프 부부에게 괴롭힘에 대한 도움을 요청한다. 콩스트루프 부인은 도움을 제안하지만, 그녀의 남편은 침묵한다. 펠레는 승진하지만, 에리크가 농장에서 쫓겨나는 것을 목격한 후 떠나겠다고 다짐한다. 라세는 처음에는 함께 가기로 결심하지만, 너무 늙어서 여행할 수 없다고 판단한다. 그는 펠레를 홀로 세상으로 보낸다.

## 출연

### 주연
- 막스 폰 시도우 - 라세
- 펠레 베네가아르드 - 펠레

### 조연
- 에릭 파아스케 - 농장장
- 비욘 그라나스 - 에릭
- 아스트리드 빌라우메 - 집주인의 아내

## 기타
- 미술: 안나 아습

## 한국판 성우진

### MBC (2004년 5월 28일)
- 황일청 - 라세(막스 본 시도우)
- 이미자 - 펠레(펠레 베네가아르드)
- 정희선 - 올슨(카렌 위그너)
- 김용식 - 집주인(악셀 스트뢰뷔)
- 김태훈 - 농장장(에릭 파스케)
- 전국근 - 선생님(존 위티그)
- 홍승옥 - 집주인의 아내(아스트리드 빌라우메)
- 이선주 - 루드의 엄마(레나 피아 베른하르드손)
- 박조호 - 에릭(비욘 그라나스)
- 엄현정 - 루드(트로엘스 어즈무센)
- 김서영 - 목사의 아들(투레 린하르트)
- 김지영 - 시네(소피 그로뵐)
- 이자옥 - 안나(크리스티나 톤퀴비스트)
- 최한 - 목사(니스 뱅크 미켈센)
- 문남숙 - 카르나(안나 리세 허쉬 비에룸)
- 박신희 - 일꾼(메레테 홀스트 한센)
- 방성준 - 닐의 아버지(버스터 라르센)
- 이원찬 - 닐(버스터 라르센)
- 정재헌 - 감독관(모르텐 요르겐센)
- 조현정 - 일꾼(타인 스톡홀름)